# پدرو سوسا
 پدرو سوسا (انگلیسی: Pedro Sousa؛ زاده ۲۵ مهٔ ۱۹۸۸) یک تنیس‌باز اهل پرتغال است. 